# Pedro Sienna

Pedro Sienna en Los payasos se van (1921).

Pedro Sienna, cuyo nombre real era Pedro Pérez Cordero (San Fernando, 13 de mayo de 1893-Santiago, 10 de marzo de 1972) fue un poeta, dramaturgo, periodista, crítico de arte, actor de teatro, productor, actor y director de cine mudo chileno.

## Primeros años de vida
Pedro Sienna era hijo de un militar que hizo carrera en la Guerra del Pacífico. Muy temprano comienza a escribir y en 1914 obtiene el segundo lugar en los Juegos Florares de Santiago con Rogativas a mi corazón; aquel concurso lo ganó la maestra, entonces desconocida, que más tarde sería Premio Nobel, Gabriela Mistral. Sus primeros libros publicados fueron precisamente poemarios. Con el paso del tiempo, su nombre artístico terminó siendo su nombre verdadero tras efectuar los trámites legales correspondientes.

### Matrimonio e hijos
Estaba casado con la poetisa Julia Benavides Hübler (1905) y tuvieron tres hijos: unos mellizos que murieron y Carmen Julia.

## Vida artística

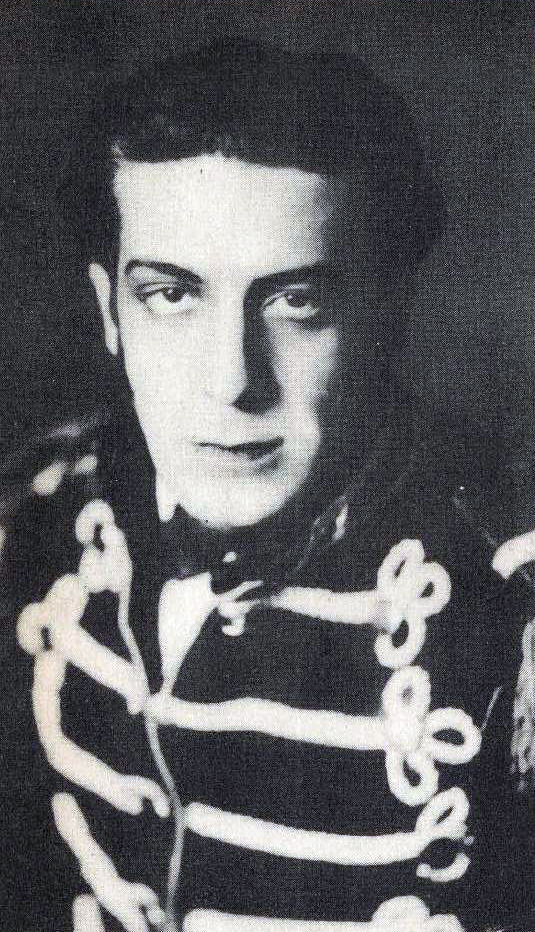
Pedro Sienna como Manuel Rodríguez en El Húsar de la Muerte.

Sienna debuta como actor de cine en 1917 en El hombre de acero, una de las primeras películas mudas de Chile. 
El mismo año, junto con Enrique Báguena y Arturo Bührle, crea la primera compañía nacional que se dedica a mostrar piezas de autores chilenos con actores nacionales y que después se conocería como Compañía de Pedro Sienna, "desafiando la tendencia hizpanizante que predomina en el teatro de la época". En 1919, por ejemplo, este grupo teatral estrenó Pecado de juventud, obra de Shanty "que para la época fue un escándalo".
En 1921 realiza su segunda cinta, Los payasos se van, basada en la obra dramática del mismo nombre escrita por Hugo Donoso Gaete (1898-1917). Allí, además de director y guionista, participa como actor principal. Al año siguiente dirige y protagoniza la película El empuje de la raza.
Debuta como novelista en 1924 con La caverna de los murciélagos, una de las primeras obras de ciencia ficción en Chile. El mismo año escribe, dirige y protagoniza el filme Un grito en el mar.
En 1925 dirige su película más conocida, El húsar de la muerte, considerada un clásico del cine chileno y en la que interpreta el papel principal.
Al año siguiente abandona el cine para trabajar en Las Últimas Noticias bajo la dirección de Byron Gigoux y para dedicarse al teatro y a la literatura:
"Pedro Sienna hizo un giro radical en su carrera y se alejó del cine para siempre. La razón detrás de esta decisión fue que quería dedicarse a las artes que consideraba verdaderas: la literatura y el teatro".
Dieciocho años más tarde anuncia que se retira del teatro lamentando "lo tremendo que es llegar a viejo y ser solo actor". Trabajó como periodista y jefe de  archivo de La Nación hasta su jubilación. 
En 1962 interrumpe su retiro para dirigir Entre gallos y medianoche, de Carlos Cariola, en el Teatro Universitario de Concepción donde diseña también los trajes y decorados de esa obra.
Sienna publicó obras de diversos géneros, como poesía, ciencia ficción, biografía —con un libro dedicado a la vida de su maestro en el teatro, Arturo Buhrle—, o memorias, como los Recuerdos del soldado desconocido, inspirados en las experiencias militares de su padre.
Políticamente, Sienna era de izquierda y apoyó las cuatro campañas presidenciales de Salvador Allende. Falleció en el Hospital del Tórax de Santiago el 10 de marzo de 1972, víctima de una afección pulmonar.

## Premios y reconocimientos
- Medalla de Oro en la Exposición Internacional de La Paz 1926 por su película Un grito en el mar.

- Fue declarado Hijo Ilustre de San Fernando en 1963 por iniciativa del grupo literario "Los Afines".[6]

- El 27 de diciembre de 1966 recibió del gobierno el Premio Nacional de Arte en homenaje a una vida dedicada al teatro y al cine.

A partir de 2006, el Consejo Nacional de la Cultura y las Artes otorga los Premios Pedro Sienna en su honor.

## Filmografía

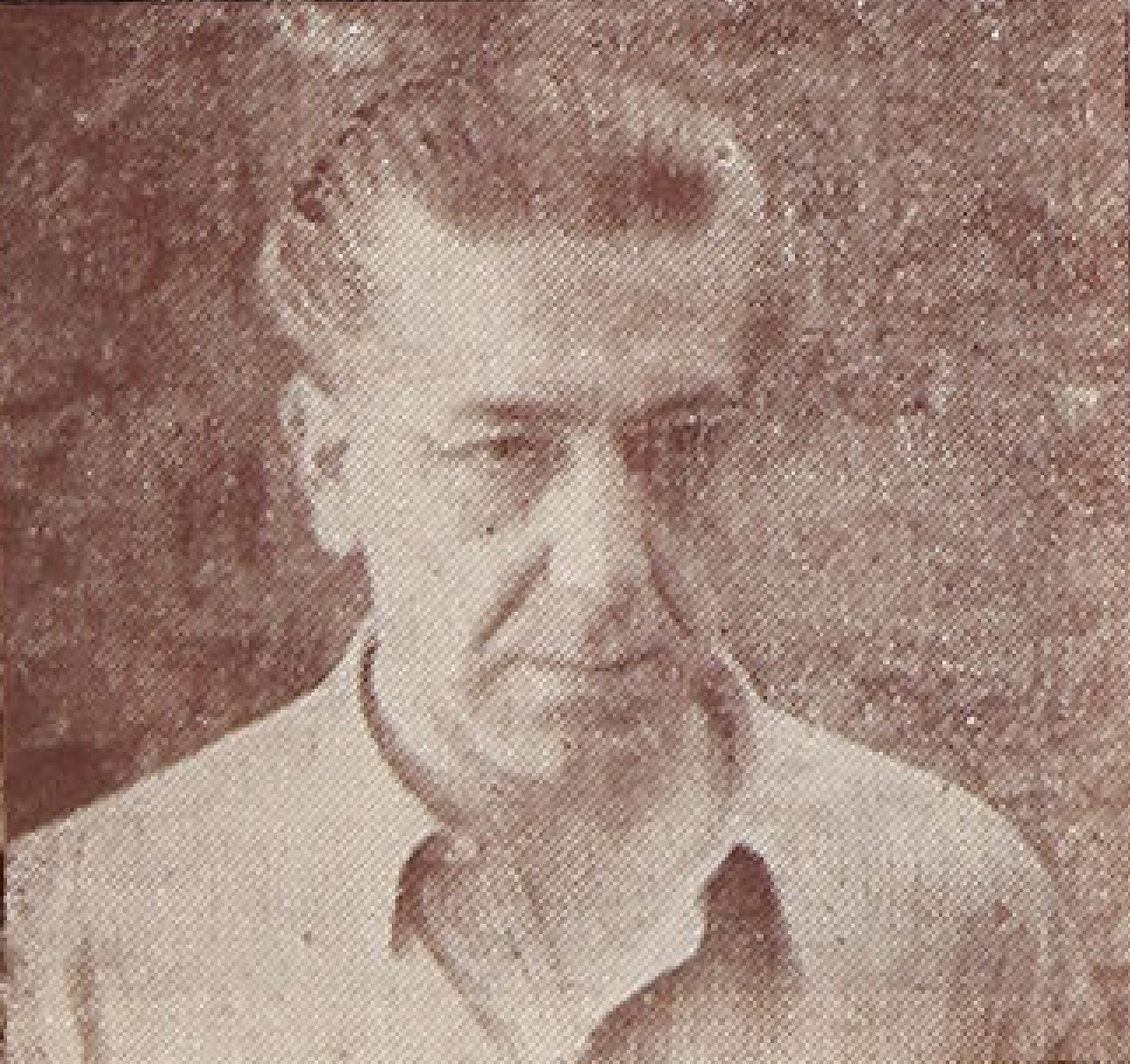
Pedro Sienna c. (1953).

### Como director
- 1917: El hombre de acero
- 1921: Los payasos se van
- 1922: El empuje de una raza
- 1924: Un grito en el mar
- 1925: El húsar de la muerte (argumentista en colaboración Hugo Silva)
- 1926: La última trasnochada (productor en colaboración Rafael Frontaura)

### Como actor
- 1917: El hombre de acero
- 1918: Todo por la patria o El girón de la bandera, de Arturo Mario
- 1918: La avenida de las acacias, de Arturo Mario
- 1920: Manuel Rodríguez, de Arturo Mario
- 1921: Los payasos se van
- 1922: El empuje de una raza
- 1924: Un grito en el mar
- 1925: El húsar de la muerte
- 1926: La última trasnochada

### Como guionista
- 1921: Los payasos se van
- 1924: Un grito en el mar
- 1925: El húsar de la muerte
- 1926: La última trasnochada

## Obras literarias
- El tinglado de la farsa, sonetos, Córdoba, 1915 (reeditada después en Santiago de Chile)
- Muecas en la sombra, poemario, Imprenta Universitaria, 1917
- La caverna de los murciélagos, novela de ciencia ficción, 1924
- La vida pintoresca de Arturo Bührle, Talleres Fiscales de Prisiones, Santiago de Chile, 1929; con 25 dibujos de Víctor Bianchi
- Recuerdos del soldado desconocido: episodios de la Guerra del Pacífico que no menciona la historia, 1931
- Un disparo de revólver, comedia en un acto estrenada por la Compañía Rafael Frontaura el 13.02.1229; publicada en la revista Escena, 1932
- Memorias de la vida del teatro
- Obras completas, Editorial Universitaria, 2011; contiene, además de sus obras conocidas, el poemario inédito Por los caminos del ayer